# یلوجکتز
یلوجکتز (انگلیسی: Yellowjackets) گروه موسیقی جاز فیوژن آمریکایی است که در سال ۱۹۷۷ در لس آنجلس تشکیل شد.